# John Gregory Bourke
Pour les articles homonymes, voir Bourke (homonymie).
John Gregory Bourke est un officier de l'armée américaine et un ethnographe, né le 23 juin 1843 à Philadelphie (Pennsylvanie), ville où il est mort le 8 juin 1896.

## Biographie
John Gregory Bourke fut un combattant actif de la Guerre de Sécession. Il y reçut la Medal of Honor et termina sa carrière militaire au grade de colonel.
Très attentif aux Indiens de l'Ouest américain, il publia des travaux notamment sur les Cheyennes et les Apaches.
Il est connu aujourd'hui notamment pour ses livres, An Apache Campaign in the Sierra Madre, an Account of the Expedition in Pursuit of the Hostile Chiricahua Apaches in the Spring of 1883 (1886), On the Border with Crook (1892), Medicine-Men of the Apache (1892), ses journaux, The Diaries of John Gregory Bourke, 1872 - 1878, et particulièrement son livre Les Rites scatologiques, publié en 1891, pour lequel Sigmund Freud écrivit une préface en 1913.
John Gregory Bourke est enterré au Cimetière national d'Arlington.

## Les Rites scatologiqueset le Grand Lama
Les Rites scatologiques est une recension, à travers le temps et l'espace, de toutes les utilisations des excréments et de l'urine, d'origine animale ou humaine, dans des rites de type religieux ou médical. Bourke y évoque, ente autres, le grand Lama du Tibet, écrivant « Il fut un temps où on pensait communément que la même espèce de répugnante vénération était attachée à la personne du grand Lama du Tibet », citant la Géographie universelle (1851) de Malte-Brun qui indique, à propos du grand Lama, « on recueille avec un soin religieux le produit de ses excrétions, qu'on emploie comme amulettes et comme remède infaillibles à la maladie ». Il cite ensuite le père Évariste Huc, missionnaire catholique au Tibet de 1844 à 1846, qui affirmait pour sa part, après son enquête à Lhassa, qu'il s'agit d'une légende ridicule qui ne fait pas honneur à la géographie européenne : « On a été beaucoup trop loin, quand on a avancé que ses excréments sont recueillis avec respect, et servent à fabriquer des amulettes que les dévots enferment dans des sachets et portent suspendus à leur cou ». Le père Huc continue plus loin, dans Souvenir d'un voyage dans la Tartarie... : « Ces assertions, qu'on lit dans certaines géographies, sont entièrement dénuées de fondement. Pendant notre séjour à Lha-Ssa, nous avons beaucoup interrogé à ce sujet, et tout le monde nous a ri au nez. À moins de dire que depuis le Régent jusqu'à notre marchand d'argols, tout le monde s'est entendu pour nous cacher la vérité, il faut convenir que les relations, qui ont donné cours à ces fables, ont été écrites avec bien peu de circonspection ».

## Œuvres
- Les Rites scatologiques, 1891, édition française établie par Dominique G. Laporte, PUF, 1981  (ISBN 2130367291)

## Distinctions
- Medal of Honor (États-Unis)